# Caloptilia rhodorella
Caloptilia rhodorella är en fjärilsart som först beskrevs av Mcdunnough 1954.  Caloptilia rhodorella ingår i släktet Caloptilia och familjen styltmalar. Inga underarter finns listade i Catalogue of Life.